# Liste der Stolpersteine in Solingen-Krahenhöhe

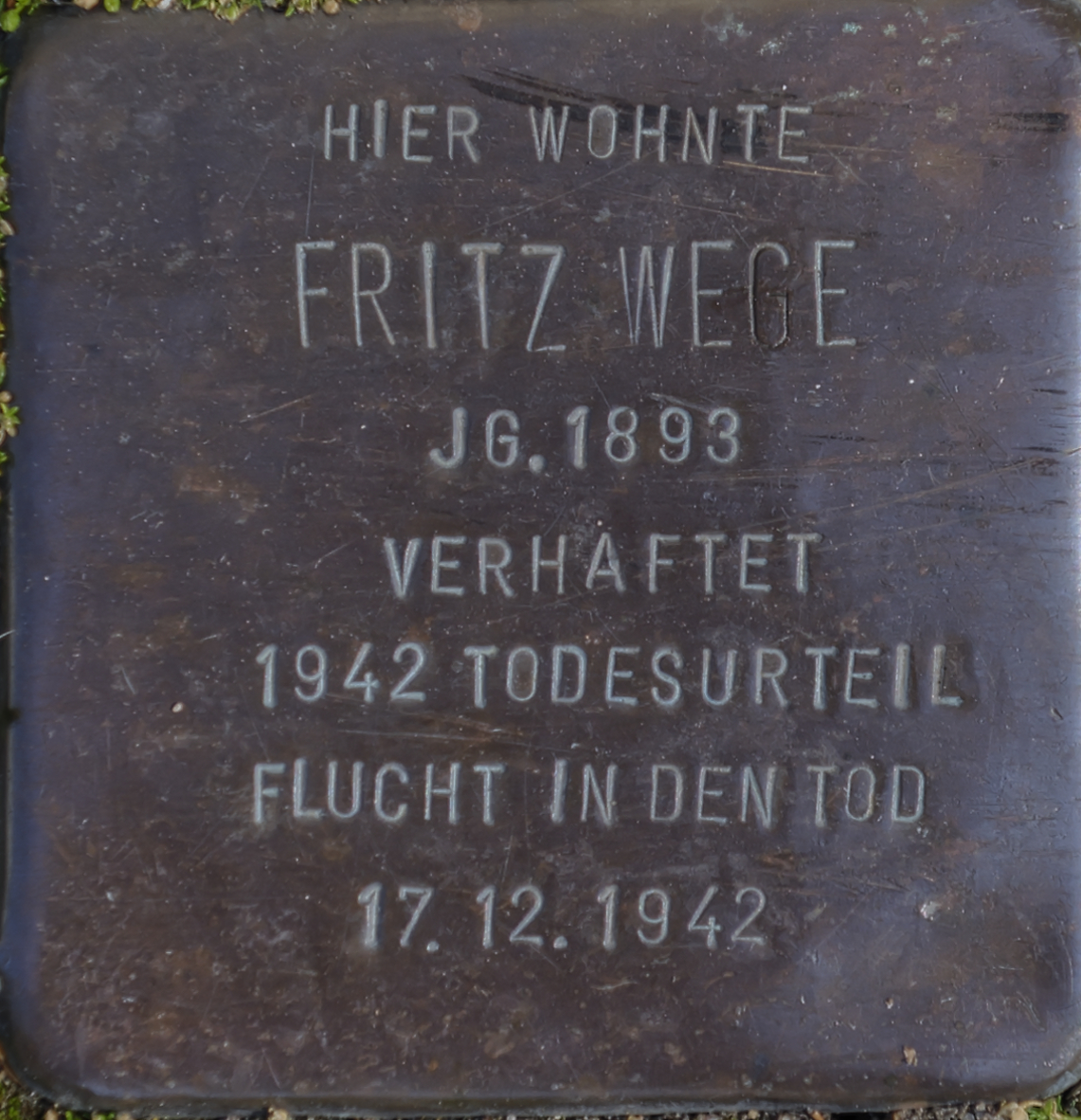
Der erste Stolperstein in Solingen

Die Liste der Stolpersteine in Solingen-Krahenhöhe enthält Stolpersteine, die im Rahmen des gleichnamigen Kunst-Projekts von Gunter Demnig in Solingen-Krahenhöhe verlegt wurden. Mit ihnen soll an Opfer des Nationalsozialismus erinnert werden, die in Solingen-Krahenhöhe lebten und wirkten.
Diese Liste ist Teil der Liste der Stolpersteine in Solingen.

## Liste der Stolpersteine
| Nr. | Person         | Adresse            | Inschrift | Bild | weitere Informationen |
| --- | -------------- | ------------------ | --- | ---- | --- |
| 89  | Henriette Marx | Schützenstr. 217 ⊙ | Hier wohnte Henriette Marx Jg. 1893 Eingewiesen Heilanstald Galkhausen 1941 Heilanstalt Grafenberg Deportiert 1941 Richtung Osten ???                |      | Henriette Marx wurde am 10. Dezember 1936 vom Landeskrankenhaus Galkhausen nach Solingen angemeldet, im Februar 1941 dann nach Provinzial-Heil- und Pflegeanstalt Grafenberg verlegt und in Chlor am 16. April 1941 ermordet. |
| 90  | Karl Mebus     | Basaltweg 10 ⊙     | Hier wohnte Karl Mebus Jg. 1889 Verhaftet 1933 Gefängnis Wuppertal 'Arbeitsanstalt' Brauweiler Flucht in den Tod 1.6.1934                            |      | |
| 91  | Fritz Bergmann | Eichenstr. 22 ⊙    | Hier wohnte Fritz Bergmann Jg. 1901 verhaftet 1934 'Vorbereitung zum Hochverrat' 2 Jahre Zuchthaus Gedemütigt/entrechtet Flucht in den Tod 16.6.1938 |      | Fritz Bergmann war Mitglied der KPD und wurde am 7. April 1934 wegen illegaler Druckschriften verhaftet. Es folgten Untersuchungshaft in Elberfeld und Hamm. Am 13. April 1935 wurde er wegen Hochverrat zu zwei Jahren Zuchthaus verurteilt, die er zuerst vom 14. April – 8. August 1935 im Zuchthaus Lüttringhausen und anschließend vom 8. August 1935 – 7. August 1936 im Emslandlager und Freiendiez verbüßte. Am 16. Juni 1938 beging er Selbstmord. |